# Master Z: Ip Man Legacy
Pour plus de détails, voir Fiche technique et Distribution.
Master Z: Ip Man Legacy (en chinois traditionnel : 葉問外傳：張天志) est un film d'arts martiaux chinois réalisé par Yuen Woo-ping et sorti le 21 décembre 2018. Ce film est produit par Raymond Wong et Donnie Yen. Il s’agit d’une spin-off du film Ip Man 3 sorti en 2015. Le film met en vedette Max Zhang, David Bautista ainsi que Michelle Yeoh,.

## Synopsis
Après sa défaite contre Ip Man, Cheung Tin-chi (Max Zhang) mène une vie discrète. Il devient brièvement mercenaire, puis quitte le monde des arts martiaux et travaille désormais comme épicier. Les circonstances l'obligent cependant à remettre en question sa vision du kung fu et prendre les bonnes décisions pour son fils. 

## Distribution
- Max Zhang (VF : Olivier Valiente) : Cheung Tin-chi, ancien maître du Wing Chun qui a été vaincu par Ip Man dans un duel à huis clos et qui est devenu par la suite mercenaire.
- Dave Bautista (VF : Michaël Cermeno) : Owen Davidson, dirigeant d'un syndicat de trafiquants de drogue, qui dirige également un restaurant[3].
- Liu Yan (VF : Magali Mestre) : Julia Chiu Kam
- Xing Yu (VF : Julien Chettle) : Fu Chiu Kam, le frère de Julia et ancien pratiquant du Wing Chun. Il est le propriétaire du Gold Bar sur Bar Street.
- Michelle Yeoh (VF : Sylvie Santelli) : Tso Ngan Kwan, chef du gang du crime organisé de Cheung Lok, qui souhaite faire de ce gang une entité commerciale légitime, et sœur aînée de Tso Sai Kit.
- Tony Jaa : Sadi.
- Kevin Cheng (VF : Jean-Didier Aïssy) : Tso Sai Kit, frère cadet de Tso Ngan Kwan.
- Chrissie Chau (en) : Nana, une toxicomane, amie proche de Julia.
- Patrick Tam : Ma King-sang
- Brian Burrell (en) : un officier supérieur de police
- Philip Keung et Adam Pak (en) : Fai et Wang Yung, les officiers de police de Hong Kong.
- Yuen Wah : un agent